# Mers-el-Kébir

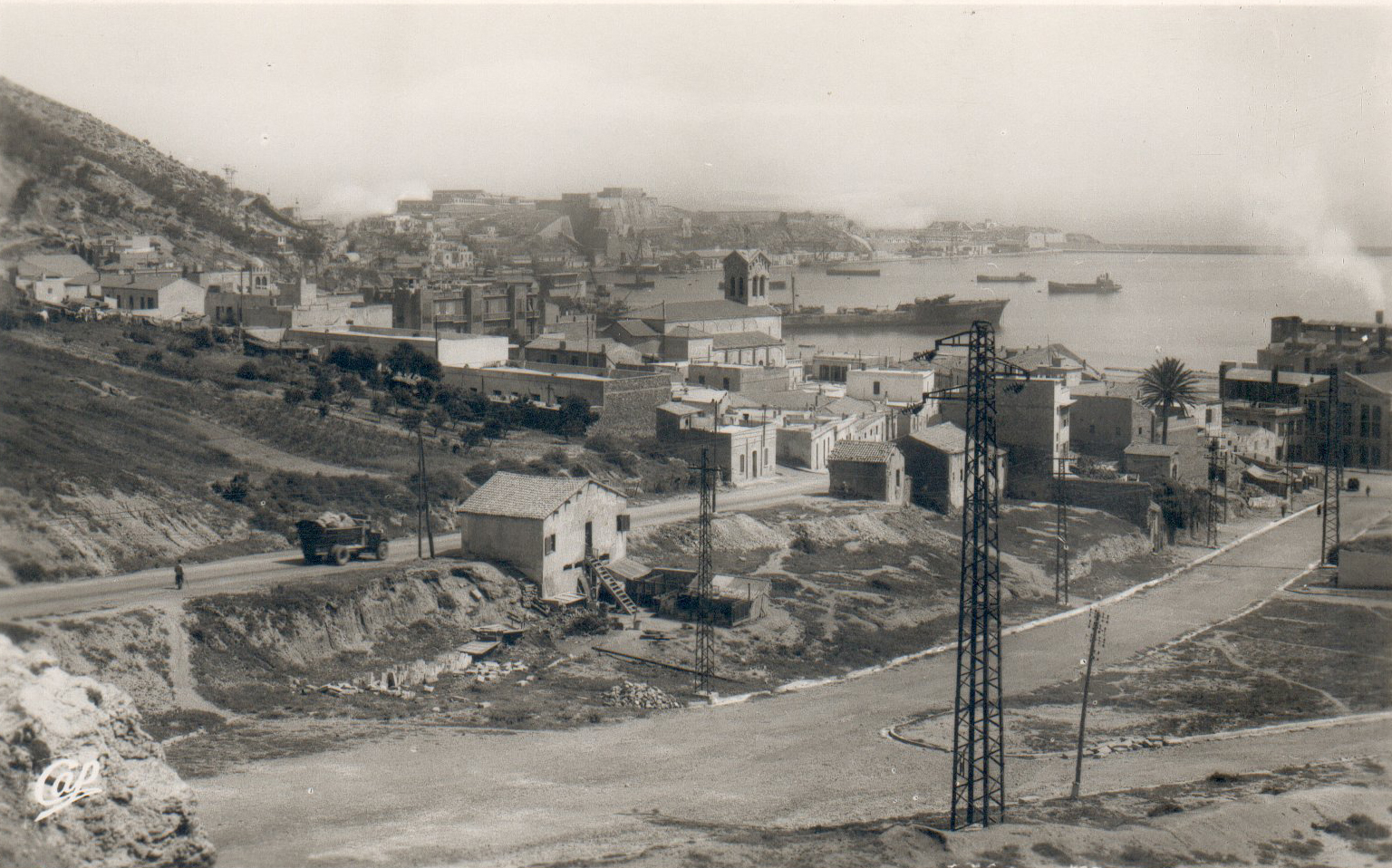
Mers el-Kébir, 1953

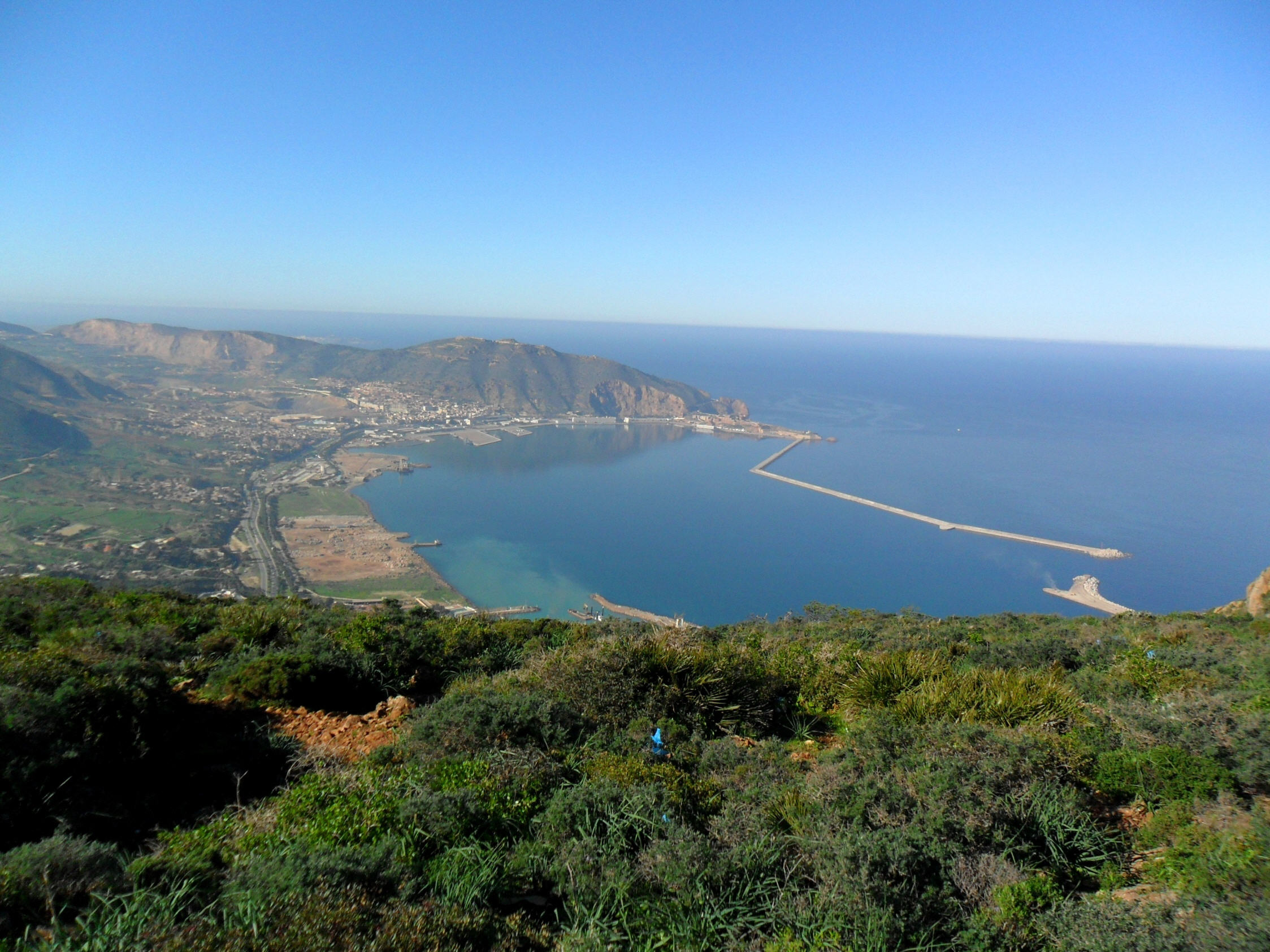
Mers-el-Kébir, 2012

Mers-el-Kébir (spanisch: Mazalquivir, arabisch المرسى الكبير, DMG al-Marsā al-kabīr ‚der Große Hafen‘) ist eine Hafenstadt mit etwa 18.000 Einwohnern an der Nordwestküste Algeriens, nahe der Großstadt Oran.

## Geschichte
Stämme der Berber besiedelten die Gegend in der Frühzeit und lebten in den Höhlen Cuartel, Kouchet und El-Djir. Die Römer nannten den Ort Portus Divinus. In dem seit der Antike bestehenden Hafen befand sich im 12. Jahrhundert ein Arsenal der Almohaden, ein Kommandant war Abd el-Moumen. Im 15. Jahrhundert kam der Hafen an die Abdalwadiden von Tlemcen. Die Katholischen Könige Kastilien und Aragóns eroberten den Ort 1505.
Mit der westlichsten Ausdehnung des Osmanischen Reiches lag der Ort in der Provinz Beylik des Westens. Mers-el-Kébir war lange der einzige hochseetaugliche Hafen der Region. Mit der französischen Eroberung ab 1831 wurde jedoch der Hafen von Oran ausgebaut und Mers-el-Kébir blieb fortan der französischen Kriegsmarine vorbehalten. Die Franzosen nannten den Landstrich die Corniche oranaise und siedelten in Mers-el-Kébir vor allem italienische Fischer an. 1885 hatte der Ort 1876 Einwohner.
Am 3. Juli 1940 – trotz der eigentlich bestehenden Allianz zwischen Großbritannien und Frankreich – griff die britische Royal Navy Force H in der Operation Catapult die in Mers-el-Kébir ankernden Schiffe der französischen Marine an, um deren mögliche Auslieferung – da Teile der militärischen und politischen Führung Frankreichs im Vichy-Regime mit Deutschland kollaborierten – an das Deutsche Reich zu verhindern. Zuvor hatte sich der französische Befehlshaber geweigert, die Schiffe an die Briten zu übergeben. Ein französisches Kriegsschiff explodierte, ein weiteres sowie ein Schlachtkreuzer wurden beschädigt. Am 6. Juli 1940 folgte die britische Bombardierung der Stadt. 
Frankreich warf am 5. Juli 1940 Bomben vor der britischen Stellung Gibraltar ab. Militärisch war die Operation, bei der 1297 französische Seeleute und 5 Briten ums Leben kamen und 351 verletzt wurden, nur teilweise ein Erfolg. Zwar konnten zwei Schiffe versenkt werden, doch entkamen ein Schlachtkreuzer und vier Zerstörer in Richtung des Hafens Toulon. Dort versenkten sie sich befehlsgemäß mit dem Einmarsch der Deutschen 1942. Die große Mehrheit der getöteten Franzosen waren Bretonen. Im Jahr 1950 hatte Mers-el-Kébir 7674 Einwohner.